# Bourkandia
Bourkandia (en russe : Буркандья) est un village russe abandonné du raïon de Soussouman de l'oblast de Magadan, dans la région extrême-orientale de la Kolyma.

## Géographie
Le village de Bourkandia se situe dans l'oblast de Magadan, un oblast de la Sibérie du nord-est, en Russie extrême-orientale. La localité fait partie de la région de la Kolyma, et du district fédéral d'Extrême-Orient. Le village se trouve dans le raïon de Soussouman, une subdivision de l'oblast.  
Bourkandia, comme tout l'oblast de Magadan, se trouve dans le fuseau horaire MSK+8 (heure de Magadan). Le décalage horaire appliqué par rapport au temps universel coordonné est +10:00.

## Démographie
Recensements (*) et estimations de la population :
| 1970* | 1979* | 1989* | 2002 * |
| ----- | ----- | ----- | ------ |
| 1 843 | 2 124 | 1 944 | 25     |

| 2010* | 2021* | - | - |
| ----- | ----- | - | - |
| 2     | 0     | - | - |